# 心碎

心痛可引起严重的情绪和身体疼痛

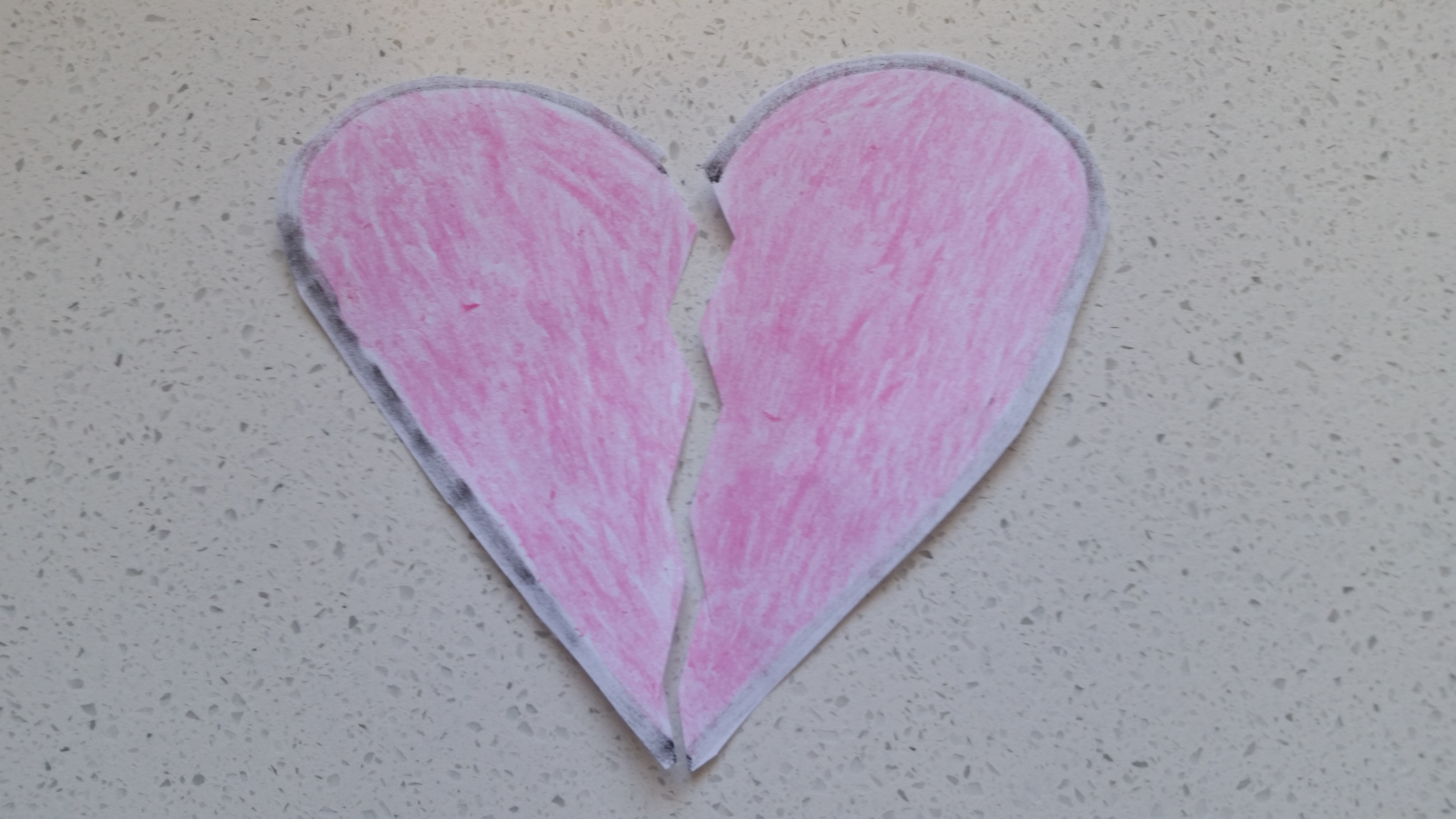
纸制心碎符号。

心碎（英語：Heartbreak）是描述人在经历深刻失落或渴望时产生的强烈情緒壓力及痛苦的隐喻。这一概念普遍存在于不同文化中，經常用於描繪因爱而不得或失去所爱而引发的痛苦。
恋爱关系破裂引发的心碎可能造成深刻痛苦。经历者常出现抑郁、焦虑等情绪反应，严重時甚至可能发展为创伤后应激障碍（PTSD）。

## 生理
心碎的情绪“伤痛”被认为是生存本能的一部分。“社会依附系统”利用“痛苦系统”，通过在紧密社会关系失去之时引起痛苦，来鼓励人们维持这些关系。 昆士兰大学的心理学家Geoff MacDonald和维克弗斯特大学的Mark Leary在2005年提出了身体和情感疼痛反应的共同机制的演化，并认为这种表达方式“不仅仅是一个隐喻”。 他们认为这个概念是普遍的，许多文化在描述身体疼痛和与关系丧失相关的感觉的时候，使用相同的词语。
涉及心痛感知的神经系统过程是未知的，但被认为涉及脑的前扣带皮层，其在应激期间可能过度刺激迷走神经引起疼痛、恶心或胸部肌肉紧绷。 2008年加利福尼亞大學的Naomi Eisenberger和Matthew Lieberman的研究显示，排斥与背侧前扣带皮层和右前腹前額葉皮質激活有关，它们是参与处理疼痛（包括对他人经历的痛苦的同感）的区域。 他们还提到社会压力对心脏的影响，以及性格对疼痛感知的影响。
2011年的一项研究表明，在激烈的社会排斥或社会损失的情况下，会激活与痛觉体验相同的大脑区域。 密歇根大学社会心理学家Ethan Kross曾经参与大量研究，他说：“这些结果给社会排斥会带来伤痛的想法带来新的意义”。 该研究涉及次级体感皮质区和脑岛背后侧。

## 心理

### 单纯的哀伤
对于大多数丧失亲友的人来说，通过悲伤的旅程，最终會抵达即使没有他们的亲友，也可以接受的那种程度的生活。 库伯勒-罗丝模型假设失去了爱人之后的哀伤有五个阶段：否认→愤怒→讨价还价→抑郁→接受。 虽然（普遍上）哀伤者会经历最初的麻木以至抑郁，最后改观并恢复，但大多数现代悲伤专家都认识到，在很大程度上，文化团体之间的哀伤经历的变化和流动性和个人之间的哀伤是有很大差异的。
连续、无法控制和令人苦恼的左思右想（侵入性思想）通常是哀伤的一个组成部分。約翰·鮑比的寻找丢失的东西概念是说，哀伤者依然迷惘，经常翻看逝去的回忆，因而会有焦虑和增长的挫败感。当这种失去涉及“被抛弃”或“单恋”的时候， 除了上述之外，这种心理搜索还会伴随着对分手原因以及与失去之人重聚的可能性的强迫思想。 如果涉及到拒绝，那么可能还会牵涉到羞耻心——（对自己）从内在就不让人接受、可以随意丢弃、没有价值而产生的痛苦情绪。
哀伤的体征包括：
1. 疲惫、肌肉紧绷或无力、身体疼痛、烦躁不安、缺乏能量
2. 失眠、嗜睡、梦见烦心事
3. 食欲不振、暴饮暴食、恶心、“腹空”、消化不良、肠道疾病（如腹泻）、体重变化较大、瘋狂購物
4. 头痛、气短、胸部压力、喉咙紧绷或沉重

### 抑郁
心碎是压力的主要源头，并且被发现会诱发重度忧郁。在（关于配偶死亡的）一项研究中，悼念者中有24％在2个月内抑郁，7个月时为23％，13个月为16％，25个月为14％。
虽然有其他症状重叠，但单纯的哀伤可以与整个抑郁发作中区别开来。 重度抑郁往往更加深入，其特点是体验自我验证和积极感觉的很困难。重度抑郁由可辨认和稳定的衰弱症状，伴随着持久的低落情绪组成。除非得到治疗，重度抑郁否则往往会持续存在，它与工作和社会功能、病理免疫功能的缺乏，以及其他神经生物学变化相关。
在关系分裂中，哀悼者可能把他们对被拒绝产生的愤怒对准他们自己。 这会加深抑郁并导致自恋性的创伤（narcissistic wounding）。 自我攻击的过程从温和的自我怀疑到肆意的自我指责，给个人的自我价值留下持久的印记，使他们怀疑自己是否值得被爱，怀疑他们自己的个性效能和附加价值。

### 印刷本
- Eisenberger, Naomi; Lieberman, Matthew. . University of California. 2004. PMID 15242688.
- Lumb, Philip. . Elsevier Health Sciences. 2014. ISBN 978-0323278171.
- Clark, David. . Guilford Press. 2012. ISBN 978-1462506651.
- Carll, Elizabeth. . Greenwood Publishing Group. 2007. ISBN 978-0275985318.
- Cohen, Robyn. . Rosalind Franklin University of Medicine and Science. 2007. ISBN 978-0549499312.

### 在线
- (PDF). Psychological Bulletin.   [7 May 2012]. （原始内容存档 (PDF)于2020-04-08）.
- . BPDFamily.com.   [14 June 2015]. （原始内容存档于2015-08-14）.
- . Scientific American.   [18 March 2015]. （原始内容存档于2013-04-04）.
- . University of Michigan News Service.   [3 November 2011]. （原始内容存档于2016-12-31）.
- . Mayo Clinic.   [18 March 2015]. （原始内容存档于2016-10-20）.
- . The Gerontologist.   [18 March 2015]. （原始内容存档于2015-05-13）.
- Kross E, Berman MG, Mischel W, Smith EE, Wager TD. . Proceedings of the National Academy of Sciences (National Academy of Sciences). April 2011, 108: 6270–6275  [3 November 2011]. PMC 3076808 . PMID 21444827. doi:10.1073/pnas.1102693108. （原始内容存档于2020-11-04）.
- . The Journal of the American Medical Association.   [18 March 2015]. （原始内容存档于2016-05-26）.